# Дуб на «Інтенсивці»
Дуб на «Інтенси́вці» — дуб черешчатий або звичайний (Quercus robur L., синонім Q.pedunculata). Ботанічна пам'ятка природи місцевого значення. Росте у місті Херсоні в районі житлових будинків № 76-а по вул. Робочій і № 18 по вул. Арктичній. Посаджений у 1899 році. Назва походить від училища, яке існувало поряд у 30-ті роки двадцятого століття. Знаходиться у віданні вищого навчального закладу Херсонський державний аграрний університет.

## Історія
У 2009 році природоохоронна громадська організація «Київський еколого-культурний центр» розпочала акцію з обміру та фотографування вікових дерев України. Але в межах цього проєкту інформацію по віковим деревам Херсонщини не було представлено.
В 2010 р., з метою заповнення цієї прогалини, Центр екологічної інформації міста Херсона долучився до акції і провів обмір херсонських дубів. За результатами цієї операції, проведеної ст. науковим співробітником відділу природи Херсонського обласного краєзнавчого музею Михайлом Підгайним та керівником проєкту Світланою Акімовою, встановлено, що обхват дубу на «Інтенсивці» складає 5,10 м і він є більшим, ніж у старшого за віком херсонського дубу у Шевченківському парку. На момент обміру стан дубу визнано задовільним, він доглянутий, має огродження та вказівну табличку.

## Галерея

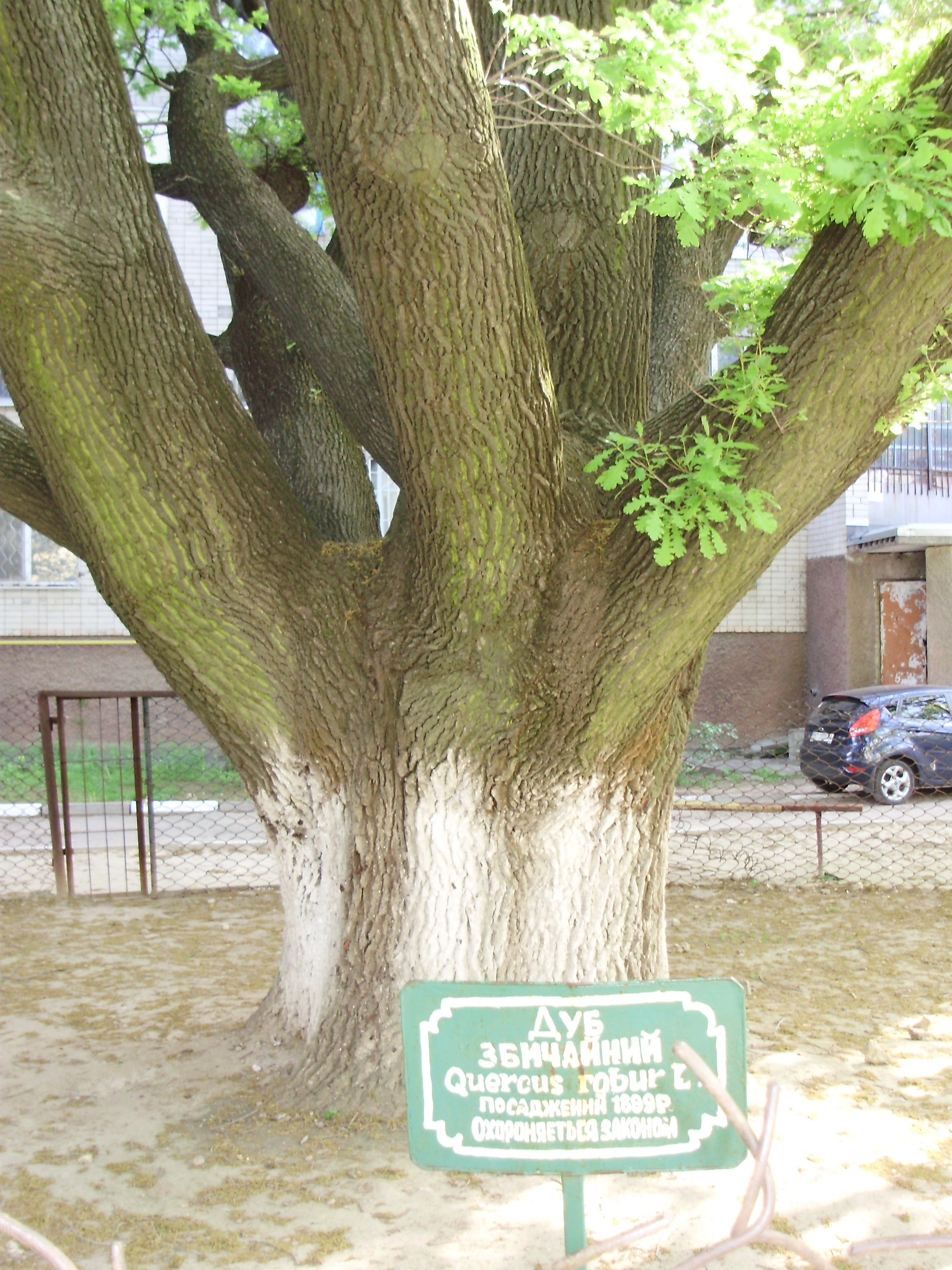
Стовбур дерева та вказівник
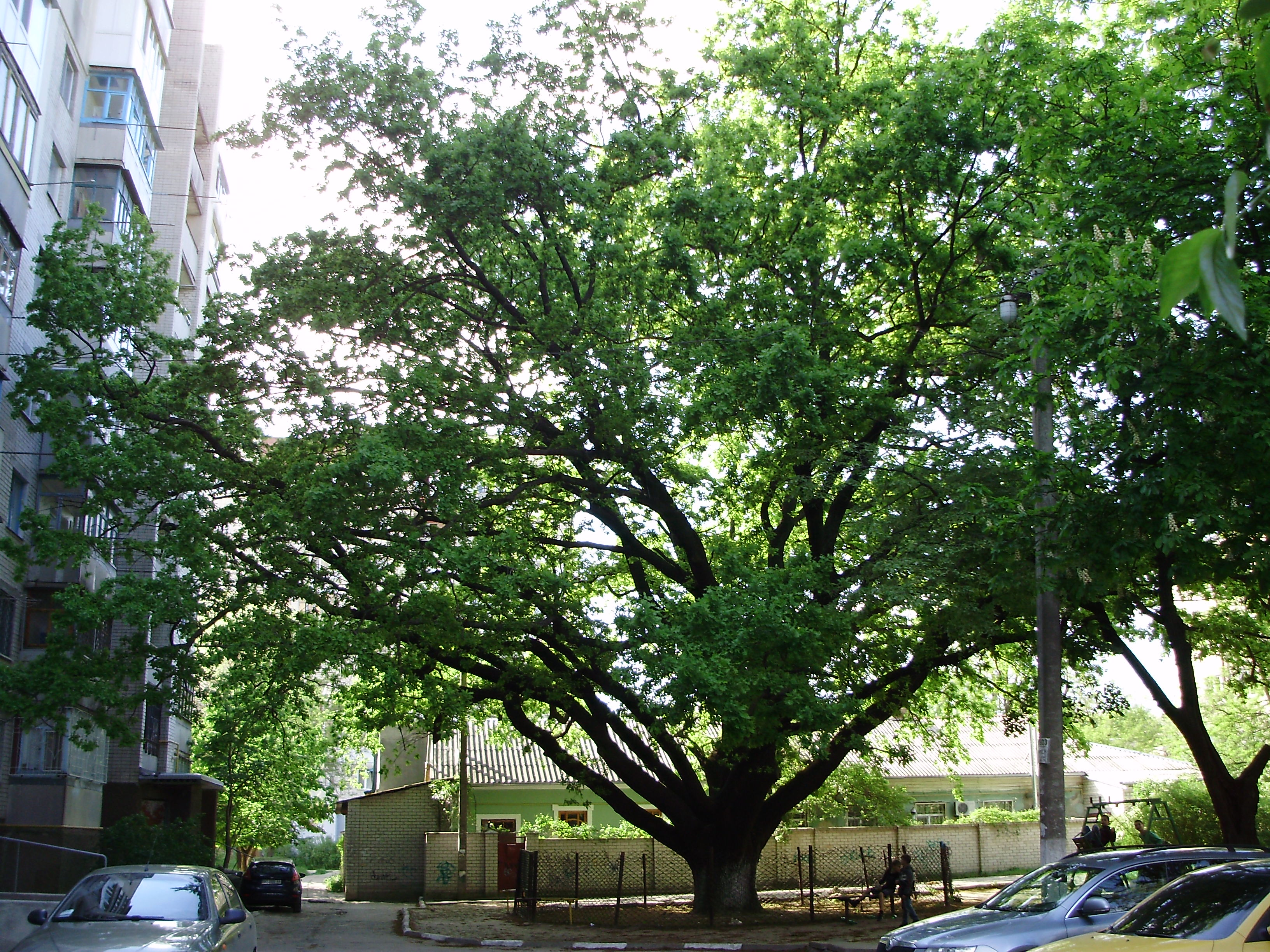
Вид до вул. Р. Люксембург
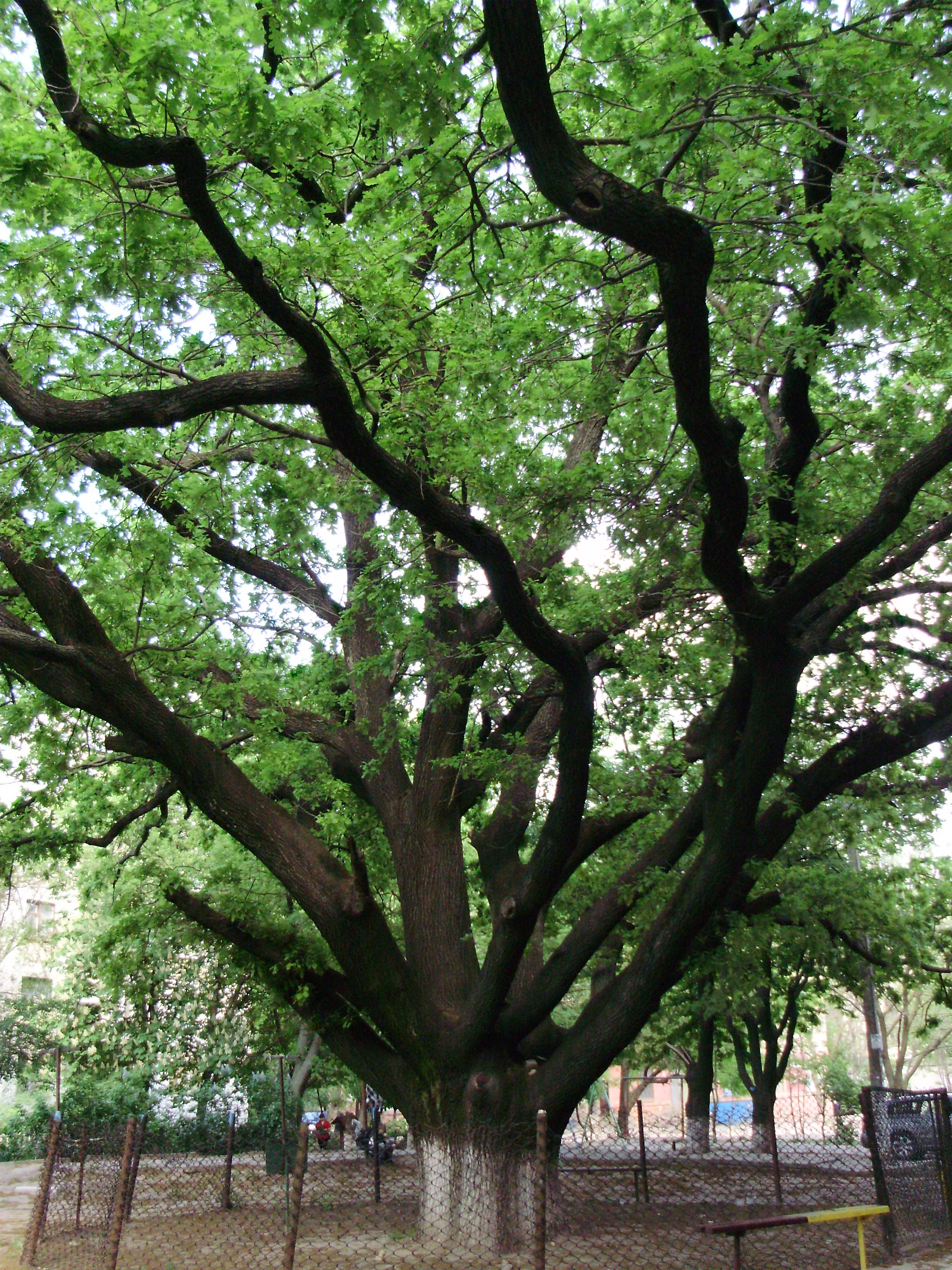
Вид до вул. Арктична